# E95
La ruta europea E95 és una carretera que forma part de la Xarxa de carreteres europees. Comença a Sant Petersburg (Rússia) i finalitza a Merzifon (Turquia). Té una longitud de 2527 km. Té una orientació de nord a sud i passa per Rússia, Belarús, Ucraïna i Turquia.